# Здзехув (Лодзинське воєводство)
Здзехув (пол. Zdziechów) — село в Польщі, у гміні Лютомерськ Паб'яницького повіту Лодзинського воєводства.
Населення — 168 осіб (2011).
У 1975-1998 роках село належало до Серадзького воєводства.

## Демографія
Демографічна структура станом на 31 березня 2011 року:
|          | Загалом | Допрацездатний вік | Працездатний вік | Постпрацездатний вік |
| -------- | ------- | ------------------ | ---------------- | -------------------- |
| Чоловіки | 88      | 14                 | 63               | 11                   |
| Жінки    | 80      | 10                 | 50               | 20                   |
| Разом    | 168     | 24                 | 113              | 31                   |